# Yvon Lemay
Vous pouvez aider à l'améliorer ou bien discuter des problèmes sur sa page de discussion.
- Cet article biographique nécessite des références supplémentaires pour assurer sa vérifiabilité. (Marqué depuis décembre 2020)
- Il ne s’appuie pas, ou pas assez, sur des sources secondaires ou tertiaires. (Marqué depuis décembre 2020)
- Son texte doit être wikifié : il ne correspond pas à la mise en forme Wikipédia (style, typographie, liens internes, liens entre les wikis, etc.). (Marqué depuis décembre 2020)

- Archive Wikiwix
- Bing
- Cairn
- DuckDuckGo
- E. Universalis
- Gallica
- Google
- G. Books
- G. News
- G. Scholar
- Persée
- Qwant
- (zh) Baidu
- (ru) Yandex
- (wd) trouver des œuvres sur Wikidata

Yvon Lemay est un archiviste, historien, chercheur et professeur universitaire québécois né en 1952. Il est responsable du certificat en archivistique et du certificat en gestion de l'information numérique de l'École de bibliothéconomie et des sciences de l'information (EBSI) de l'Université de Montréal, où il enseigne depuis 2007.

## Biographie
Yvon Lemay obtient en 1984 une maîtrise en histoire de l’art de l’Université Laval et complète en 1988 une maîtrise en bibliothéconomie et sciences de l’information, option archivistique, de l’Université de Montréal.  Il achève ensuite, en 1991, un doctorat en histoire de l'Université Laval. 
Il occupe, à la suite de ses études, un poste de professeur au baccalauréat en gestion de l’information à l’Université de Moncton pour ensuite devenir cinémathécaire au service Médiathèque et Archives de Radio-Canada. Il entre en fonction comme professeur à l’EBSI en juin 2007. Ses champs d'expertise sont les archives à l'ère du numérique, la diffusion et l’exploitation des archives, de même que l’art et les archives. 

## Contribution intellectuelle

### Postmodernisme
Les travaux de Lemay s’inscrivent de plusieurs façons dans la mouvance postmoderne en archivistique, qui considère les archives comme des entités dynamiques, dont la signification n’est pas inhérente, mais bien construite par une interprétation. Alors que l’approche classique en archivistique voit dans les archives un reflet fidèle du passé, figé par son créateur au moment de sa création, l’approche postmoderne considère les archives comme le résultat d’une construction sociale de la réalité.
Plusieurs travaux du chercheur s’appuient sur des éléments centraux de la vision postmoderne, et il collabore régulièrement avec Anne Klein, qui théorise une approche dialectique des archives, alliant les approches traditionnelle et postmoderne,. En effet, Lemay construit plusieurs de ses recherches à partir de l’idée que la signification d’une archive surgit de la rencontre entre le document et l'utilisateur, cette rencontre constituant le point d’origine même de l’archive. Selon Lemay, la construction véritable de celle-ci n’est rendue possible qu’à partir du moment où un document (avec sa matérialité, son contenu et son contexte propre) est mis en relation avec un individu (ses connaissances, sa culture et sa subjectivité).

### Archives à l'ère numérique
Plusieurs travaux de Lemay abordent la question de la transformation de la discipline archivistique depuis l’arrivée du numérique. Selon Lemay, le numérique amène des défis majeurs pour la mise à disposition des archives (intangibilité et complexité grandissante des objets, nouveaux rapports avec les usagers, altération des droits d’utilisation, etc.), mais permet par ailleurs l’émergence de nouvelles pratiques, entre autres l’exploitation des archives à des fins artistiques (par exemple, les expositions virtuelles) et la mise en valeur du potentiel émotif des archives,.
Lemay étudie entre autres, en collaboration avec Anne Klein, les implications de la reproductibilité numérique des archives. Selon le chercheur, la numérisation d’archives remet en question la temporalité et la matérialité de celles-ci, leur conférant de nouvelles qualités en même qu’elle leur en retire : maintenant reproductibles, les archives perdent leur aura (concept repris par Anne Klein sur la base des travaux de Walter Benjamin), c’est-à-dire le caractère d’unicité que possède un objet matériel, et qui permet de faire ressentir à son utilisateur ce lien avec « l’Autrefois », mais voient en contrepartie leur accessibilité et leurs possibilités d’utilisation multipliées. La reproduction facilite en effet la circulation, la réappropriation, la description et la bonification des archives. 
Lemay souligne en ce sens la multiplication des sites d'hébergement ou de partage (Picasa, YouTube, Flickr) et l’investissement des archives par les grandes institutions de communication (Radio-Canada, ONF, Astral, Vidéotron), et s’intéresse aux nouveaux potentiels de ces dispositifs de médiatisation qui rejoignent des publics de plus en plus variés.                                                         
Le travail de Lemay sur la reproduction numérique l’amène d’ailleurs à affirmer que l’archiviste, en reproduisant une archive, ne fait pas que multiplier un objet, mais crée en fait un nouvel objet par cette multiplication. Lemay considère que la reproduction transforme l’archive, puisqu’elle lui permet, d’une part, de mettre en lumière des aspects invisibles dans l’original et, d’autre part, de rapprocher l’utilisateur et l’objet, ouvrant ce dernier à des formes nouvelles d’appropriation.
Selon Lemay, le numérique accroit également le rôle de l’archiviste en tant que médiateur culturel. Bien que toutes les opérations liées à la gestion des archives soient déjà, pour Lemay, des gestes de médiation, l’archiviste d’aujourd’hui doit également être en mesure de développer sa pluridisciplinarité et ses habiletés d’éducateur, afin d’être en mesure de guider les utilisateurs (citoyens, artistes, etc.) dans leur processus d’appropriation des archives.

### Archives et Art
On retrouve, au centre des activités de recherche de Lemay, plusieurs travaux visant à enrichir le champ archivistique d’une meilleure connaissance de l’exploitation des archives à des fins artistiques, pratique de plus en plus répandue dans le milieu artistique, notamment depuis la fin des années 1980. Selon lui, cette forme d’exploitation amène non seulement le public à remettre en question sa conception des archives, mais bouleverse, sur le plan de la recherche en archivistique, la façon même de considérer le cadre de référence de la discipline.
Pour Lemay, l’art est un véhicule particulièrement intéressant pour la diffusion des archives, puisqu’il permet d’accentuer leur capacité d’évocation et d’élargir leur fonction traditionnelle de témoignage et d’information. Lemay s’attache à l’étude des différentes facettes du potentiel évocateur de l’archive, identifiant le caractère d’authenticité et la dimension matérielle du document, comme étant centrales dans sa capacité à émouvoir. Dans cette perspective, l’art se pose donc comme le moyen par excellence pour révéler le potentiel de l’archive.
Pour Lemay, le phénomène d’utilisation des archives à des fins artistiques représente une avancée pour la discipline, puisqu’il ouvre la porte à une redéfinition de l’utilité sociale des archives, de leurs fonctions, de leurs conditions d’utilisation et de leur rapport à la mémoire (individuelle et collective). 
Yvon Lemay et Anne Klein  décrivent une vitalité paradoxale des archives, montage de multiples mémoires, exemplaire dans le livre de Stanislas Amand, Lettres à un médecin, dans lequel la fragilité des représentations du corps malade, anonymes donc collectives, prise entre les possibilités contraires d'un futur imminent, nous incite à une exigence documentaire, contre les interprétations rapides. Il nous amène à cet effort documentaire, sans message, ni lourdeur théorique. Stanislas Amand dit de notre mémoire face aux archives personnelles ou collectives : "Ce n'est pas ce que l'on a vécu, ce n'est pas non plus ce dont on se souvient, mais comment on s'en souvient, au moment où on les regarde". 

### Archives et émotions
Les recherches de Lemay présentent et définissent les différentes caractéristiques des documents d’archives qui génèrent des émotions au moment de leur consultation. Ses travaux avec Anne Klein lui permettront d’identifier trois caractéristiques clés : l’authenticité, la dimension matérielle et les traces du passage du temps.
La première caractéristique, l’authenticité, repose sur le fait qu’un document soit organique, c’est-à-dire qu’il a été créé parce que son créateur en avait besoin pour poursuivre ses activités. La deuxième caractéristique relève de la dimension matérielle de l’archive, renvoyant aux caractéristiques physiques et matérielles d’un document, par exemple sa couleur, sa taille, sa texture ou ses matériaux. La troisième caractéristique correspond aux marques de « passage du temps » imprégnées dans le document (taches, annotations, etc.), qui démontrent que celui-ci a jadis été utilisé, en tant que document actif, par des personnes et des organisations.
Lemay identifie ces trois sources d’émotions des archives comme faisant partie du contexte de leur utilisation. En se combinant, ces caractéristiques peuvent objectivement créer des émotions chez l’utilisateur et augmenter le pouvoir d’évocation d’un document d’archives. 

### Archives et société
Yvon Lemay, en collaboration avec Louise Gagnon-Arguin, s’est intéressé aux travaux de Jacques Grimard, archiviste québécois qui a fait évoluer la recherche en archivistique au Québec. En se basant sur l’analyse de Grimard, Lemay souligne l’importance des archives et des archivistes dans une société démocratique où il est constamment demandé au gouvernement et aux dirigeants de rendre des comptes et de faire preuve de transparence dans leurs décisions. L’analyse de Lemay jette la lumière sur l’idée que, malgré le sous-financement chronique dont souffrent les archives au Québec, la profession d’archiviste continue d’évoluer en tenant compte des nouvelles technologies et des besoins sociaux et de la société. Ce rôle social fait de l’archiviste, selon Lemay, un acteur essentiel dans une société de l’information.

## Publications
- Lemay, Y. et Klein, A. (2017). De la diffusion à l’exploitation : notes de recherche 1. Papyrus.
- Klein, A. et Lemay, Y. (2014). L’exploitation artistique des archives au prisme benjaminien. La Gazette des archives, 233, p.47-59.
- Klein, A. et Lemay, Y. (2014). Les archives à l'ère de leur reproductibilité numérique. Dans J. Boustany, E. Broudoux et G. Chartron (dir.), La médiation numérique : renouvellement et diversification des pratiques : Actes de la 4e conférence internationale Document numérique et Société (p. 37-50). De Boeck.
- Lemay, Y. et Klein, A. (2012), Archives et émotion. Documentation et bibliothèques, 58(1), p.5-16.
- Lemay, Y. et Klein A. (2012). La diffusion des archives ou les 12 travaux des archivistes à l’ère du numérique. Les Cahiers du numérique 8, 3, p.15-48.
- Lemay, Y. (2017). L’émotion ou la poétique de l’archive. Cap-aux-Diamants. 131, p.17-20.
- Lemay, Y. (2015). De la délectation à la réflexion : État des travaux sur l’exploitation des archives à des fins de création. Dans L. Gagnon-Arguin, et M. Lajeunesse (dir.), Panorama de l’archivistique contemporaine : Évolution de la discipline et de la profession. Mélanges offerts à Carol Couture (p.95-11). Presses de l’Université du Québec.
- Lemay, Y. (2014) Archives et création : nouvelles perspectives sur l'archivistique. Dans Y. Lemay et A. Klein (dir.), Archives et création: nouvelles perspectives sur l’archivistique. Cahier 1 (p.7-19). Papyrus.
- Lemay, Y. (2013-2014). L’exploitation et la mise en valeur des archives à l’ère numérique. Archives. 45(1), p.5-10.
- Lemay, Yvon. 2012. Comment valoriser ? Les options possibles et leurs implications. Dans F. Hiraux et F. Mirguet (dir.), La valorisation des archives. Une mission, des motivations, des modalités, des collaborations. Enjeux et pratiques actuels, Actes des 10e Journées des Archives (p.65-84). Academia Bruylant.
- Lemay, Y. (2009). Les défis de l'archiviste à titre de gestionnaire de la mémoire : entretien avec Jacques Grimard. Dans Y. Lemay et L. Gagnon-Arguin (dir.), L'archiviste : constructeur, gardien et communicateur. Mélanges en l'honneur de Jacques Grimard (p.39-57). Presses de l'Université du Québec.
- Lemay, Y. et Boucher M. (2010-2011). L’émotion ou la face cachée de l’archive. Archives, 42(2), p.39-52.

## Distinctions
- Bourse CRSH programme Savoir (2013-2017 et 2017-2020). De la diffusion à l'exploitation des archives : nouveau regard sur l'archivistique.
- Bourse UdeM-CRSH (2011-2013). Les archives définitives : un début de parcours.
- Bourse UdeM-CRSH (2008-2010). Art et archives : publications d’artistes.